# Виталий (Кужеватов)
Митрополи́т Вита́лий (в миру Вита́лий Ю́рьевич Кужева́тов; род. 24 декабря 1966, Россия) — епископ Апостольской православной церкви (АПЦ), её Первоиерарх (по 2023 год).

## Биография
Родился 24 декабря 1966 года.
14 января 2000 года рукоположён в диаконы митрополитом Стефаном (Линицким), им же 30 января 2000 году дьякон Виталий был рукоположён в сан пресвитера. 31 января 2000 года иерей Виталий (Кужеватов) поддержал новообразованное «общественное движение за возрождение православия».

### Монашество
19 марта 2000 году иерей Виталий пострижен в монахи с именем Виталий епископом Пятигорским Кириаком (Темерциди). 26 марта 2000 года иеромонах Виталий, возведён в сан игумена Кириаком (Темерциди), тогда же назначен управляющий делами ПРЦ.

### Архиерейство
7 мая 2000 года игумен Виталий рукоположён в сан епископа Орехово-Зуевского, хиротонию совершили архиепископ Стефан (Линицкий), епископ Кириак (Темерциди), епископ Сергий (Саркисов) и епископ Валентин (Астафьев).
31 июля 2002 году епископ Виталий (Кужеватов) возведён в сан архиепископа Коломенского с оставлением в должности управляющим делами.
14 сентября 2002 году архиепископ Виталий возведён в сан митрополита Коломенского.
Со дня основания Апостольской православной церкви Митрополит Виталий (Кужеватов), становится Московским и Всероссийским Первоиерархом АПЦ.
29 апреля 2023 года состоялась внеочередная сессия Собора Апостольской Православной Церкви, которая приняла решение о почислении на покой митрополита Виталия Кужеватова, вместо него новым Предстоятелем АПЦ единогласно был избран архиепископ Григорий Михнов-Вайтенко.